# 스페이스 아메바
스페이스 아메바(The Space Amoeba, ゲゾラ・ガニメ・カメーバ 決戦! 南海の大怪獣)는 일본에서 제작된 혼다 이시로 감독의 1970년 모험, SF 영화이다. 쿠보 아키라 등이 주연으로 출연하였고 사무엘 Z. 아코프 등이 제작에 참여하였다.

## 출연

### 주연
- 쿠보 아키라
- 타카하시 아츠코

### 조연
- 코바야시 유키코
- 사하라 켄지
- 츠키야 요시오
- 후지키 유
- 사이토 노리타케
- 스기하라 유코
- 사카이 사치오
- 토긴 초타로
- 오마에 와타루
- 테츠 나카무라
- 곤도 유키히코
- 카토 시게오
- 오가타 린사쿠
- 나카지마 하루오
- 나카무라 하루요시

## 제작진
- 미술: 키타 타케오